# Hans Wollasch
Hans Wollasch (geboren 17. Juli 1903 in Breslau; gestorben 26. April 1975 in Freiburg im Breisgau) war ein deutscher Sozialpädagoge.

## Leben
Hans Robert Karl Wollasch war ein Sohn des Breslauer Volksschullehrers Josef Wollasch und der Margareta Hoenke. Nach dem Abitur am Matthias-Gymnasium studierte er von 1923 bis 1927 Katholische Theologie in Breslau und nach dem Staatsexamen bis 1929 Psychologie, Pädagogik und Geschichte in München. Sein später bei Aloys Fischer eingeleitetes Promotionsverfahren mit einer Dissertation über Familienerziehung im Mittelalter musste er abbrechen, da Fischer 1937 aus rassistischen Gründen entlassen wurde. Er heiratete 1930 Käthe Winkler, sie hatten sechs Kinder, ein Sohn war der Historiker Joachim Wollasch. 
Ab 1930 arbeitete Wollasch im Referat Jugendfürsorge in der Zentrale des Deutschen Caritasverbandes (DCV) in Freiburg und nebenamtlich als Dozent an sozialen Fachschulen des DCV. Er übernahm die Schriftleitung der Zeitschrift „Jugendwohl“. Wollasch war 1942 für sieben Monate als Soldat im Zweiten Weltkrieg eingezogen. 
Ab 1946 war Wollasch Direktor des Seminars für Wohlfahrtspfleger des Deutschen Caritasverbandes in Freiburg, das zur Höheren Fachschule für Sozialarbeit des DCV ausgebaut wurde. Er wirkte auch im Vorstand der Akademie für Jugendfragen Münster. Ab 1949 war er Mitglied des Zentralrates und Zentralvorstandes des Deutschen Caritasverbandes. 1966 wurde er Abteilungsleiter für Aus- und Fortbildung beim DCV. 
Von 1955 bis 1970 war Wollasch Juryvorsitzender des von der Arbeitsgemeinschaft für Kinder- und Jugendhilfe (AGJ) vergebenen Hermine-Albers-Preises. Er war Vorsitzender des Fachausschusses „Soziale Berufe“ der Dachorganisation Deutscher Verein für öffentliche und private Fürsorge und auch dort im Vorstand. 
Wollasch erhielt 1954 das Bundesverdienstkreuz am Bande und wurde 1965 zum Komtur des Silvester-Ordens ernannt, 1968 erhielt er den baden-württembergischen Professorentitel, 1970 ernannte die Universität Konstanz ihn zum Honorarprofessor.

## Schriften
- Bibliographie der Publikationen von H. Wollasch, zusammengestellt von Erich Kiehn, in: Ein Wegbereiter beruflicher Sozialarbeit, H. Wollasch (1903–1975) zum 80. Geburtstag, Sonderheft 1 der Zeitschrift „Caritas“ 1983, S. 55–64